# Beleg van Schoonhoven (1304)

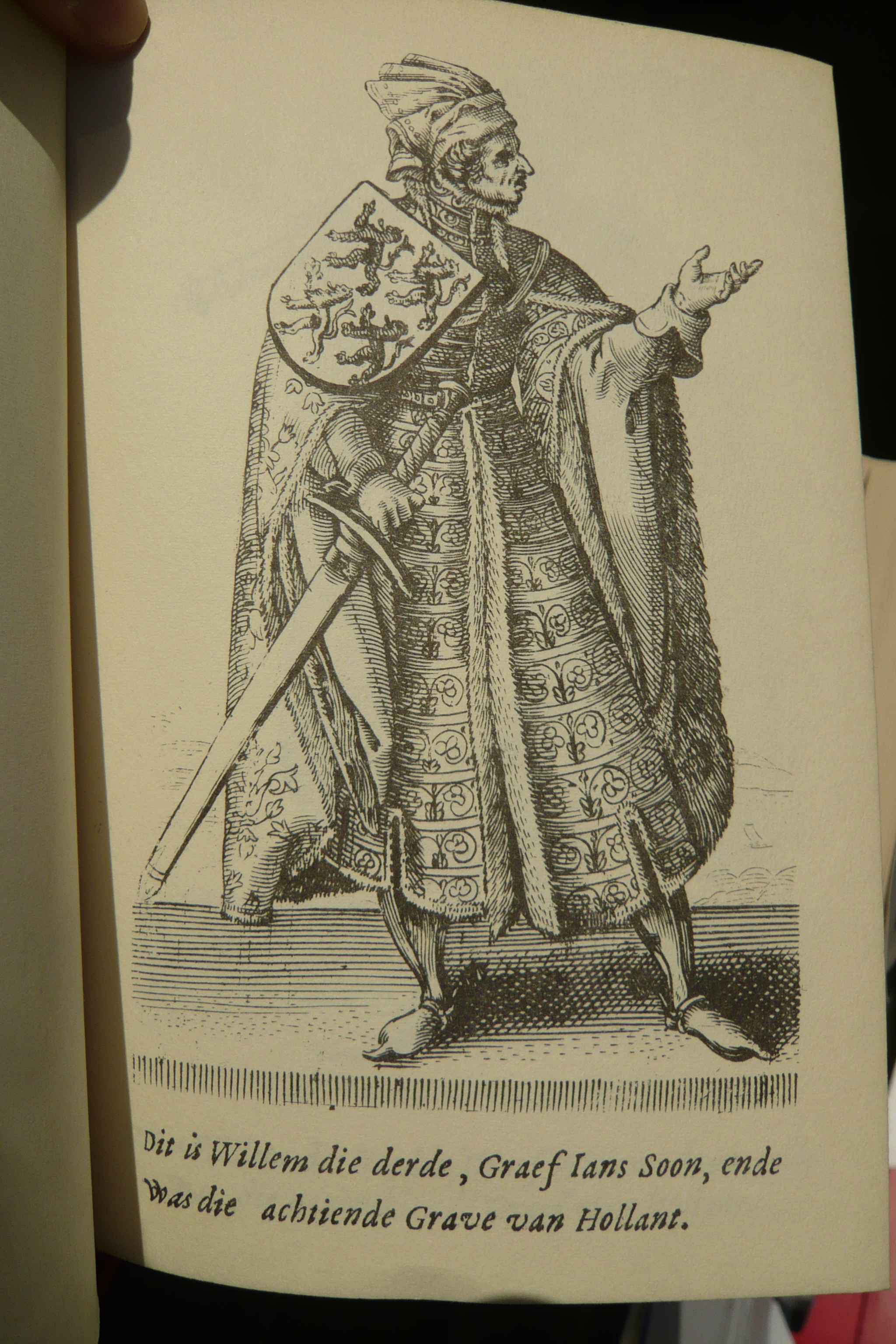
Willem III van Holland, die het beleg op Schoonhoven leidde.

Het Beleg van Schoonhoven vond plaats in het jaar (juli) 1304 tijdens de Strijd tussen Vlaanderen en Holland om Zeeland Bewestenschelde (1303-1304) tussen de graafschappen Henegouwen en Vlaanderen.

## Achtergrond
Na het vervullen van de Guldensporenslag raakte Gwijde van Dampierre, graaf van Vlaanderen in conflict met Willem III van Holland over wie zich graaf van Zeeland mocht noemen. Er volgde een Slag bij Zierikzee en heel Schouwen-Duiveland werd ingenomen door het Vlaamse leger. Ze wisten tot aan Haarlem te raken waar de bastaardzoon van Floris V van Holland, genaamd Witte van Haemstede bij de slag bij Manpad ze terug wist te drijven, mede dankzij de hulp van Kennemer en Waterlandse boeren, die kort daarvoor het Beleg van Amsterdam (1303) succesvol beëindigd hadden.
Nicolaas van Kats was in 1300 slotvoogd van Schoonhoven, toen Jan III van Renesse met een vloot Zeeuwse krijgsmannen bij Schoonhoven aanmeerde, ze hadden als doel de nieuw aangestelde graaf Jan I van Henegouwen het land uit te jagen of tegen hem de strijd aan te gaan. De heer van Kats was de Zeeuwen gunstig gezind en liet ze toe, maar de burgers waren hier echter volstrekt op tegen en wisten ze buiten de stad te houden, ze waren zo woedend dat ze tevens slotvoogd van Kats op zijn slot belegerde. Er moest een zendelingenleger van Friesen aan te pas komen, gestuurd door Jan I van Henegouwen, om de slotvoogd te kunnen bevrijden. Van Kats werd toen gevangengenomen (vanwege de Vlaamse partijkeuze) en moest zijn hechtenis uitzitten op kasteel Nieuwburg nabij Alkmaar.
In 1303 kwam Nicolaas weer op vrije voeten, vanwege het vredesverdrag tussen Vlaanderen en Holland (huis Henegouwen), rond april 1304 moet hij in Gouda enige tijd geweest zijn om daarna zich weer voor Schoonhoven te begeven, waar hij weer door de burgers gevangengenomen werd en in Dordrecht in het gevang werd gezet, ondanks dat zijn zoon Hendrik van Kats er slotvoogd was.

## Beleg

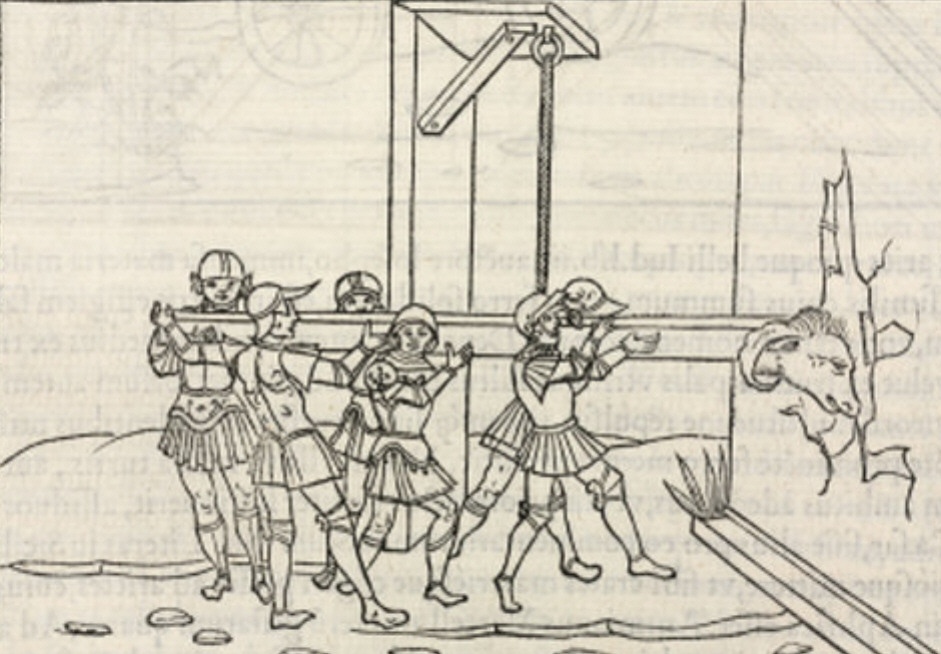
een stormram, zoals die in de middeleeuwen werd gebruikt.

(voornamelijk volgens volksvertellingen)
Schoonhoven zou de (nog) enige stad in Holland zijn geweest die de kant van de graaf van Vlaanderen had verkozen. Daarom trok Willem III van Holland naar de stad toe, met in de gelederen Witte van Haemstede, die een belangrijke rol vervulde bij de Slag bij het Manpad hetzelfde jaar. Het stadje werd geleid door de slotvoogd Hendrik van Cats. Na enkele weken vreesde Willem III voor een langdurig beleg, maar kwam op het idee om de vader van de slotvoogd, Nicolaas van Cats jr uit het gevang te Dordrecht te halen. Deze werd aan een stormram vastgeketend om de indruk te wekken met hem een van de stadspoorten te forceren. Hendrik van Kats en zijn mede-belegerden zagen dit aan en besloten tot overgave. Vader en zoon Cats werden herenigd en in het gevang gezet.
Voorafgaande aan de belegering van Schoonhoven vonden er diverse veldslagen plaats op het Utrechtse achterland tussen de Hollandsgezinde partij onder Willem III van Holland en Witte van Haemstede en tussen de Vlaamsgezinde partij onder Jan van Renesse en Jan II van der Lede, beide Vlaamsgezinde heren moesten zich tactisch gezien terugtrekken, maar verdronken door de chaos in de rivier de Lek.
Tijdens het beleg raakte het kasteel van Schoonhoven beschadigd. In 1312 werd het kasteel herbouwd.